# Артамонов, Николай Николаевич (комбайнер)
Никола́й Никола́евич Артамо́нов (1927 — 1979) — передовик советского сельского хозяйства, комбайнёр колхоза «Победа» Еланского района Волгоградской области, Герой Социалистического Труда (1966).

## Биография
Родился в 1927 году в селе Морец, Балашовского уезда Саратовской губернии в крестьянской русской семье. В годы Великой Отечественной войны стал трудиться в местном колхозе, который позже стал называться «Победа». Обучился на комбайнёра и на протяжении двух десятилетий работал механизатором на полях Еланского района.
Добивался высоких результатов в работе. По итогам седьмой семилетки вошёл в число передовиков сельского хозяйства Сталинградской области.
Указом Президиума Верховного Совета СССР от 23 июня 1966 года за достижение высоких показателей в производстве продукции сельского хозяйства и высокие урожаи зерновых Николаю Николаевичу Артамонову присвоено звание Героя Социалистического Труда с вручением ордена Ленина и медали «Серп и Молот».
Продолжал работать в колхозе, добивался высоких результатов в уборочную компанию. Неоднократно представлялся к высшим государственным наградам.
Проживал в селе Морец. Умер в 1979 году. Похоронен на сельском кладбище.

## Награды
За трудовые успехи удостоен:
- золотая звезда «Серп и Молот» (23.06.1966)
- два ордена Ленина (23.06.1966, 23.12.1976)
- Орден Трудового Красного Знамени (07.12.1973)
- другие медали.